# Месаліна крапчаста
Месалі́на кра́пчаста (лат. Mesalina guttulata) — вид ящірок родини справжніх ящірок (Lacertidae). Поширений у Північній Африці, Західній і Південній Азії. Мешканець напівпустель. Описано 2 підвиди.

## Опис
Дрібна ящірка із загальною довжиною тіла (L.+ L.cd.) до 16 см. Довжина тіла від кінчика морди до клоаки (L.) до 60 мм. Хвіст (L.cd.) довгий, майже в 2 рази перевищує довжину тулуба з головою: відношення  L./L.cd. складає 0,44—0,64. 

### Лускатий покрив
Тіло вкрите досить крупною лускою. Навколо середини тулуба (Sq.) 32—53 лусок. Черевні щитки розташовані в 10 або 8 правильних поздовжніх рядів. Навколо 9—10 кілець хвоста 14—25 лусок. Анальний щиток збільшений. Стегнових пор (P. fm.) 9—18, їх ряд доходить до колінного згину. 
Голова вкрита великими симетричними щитками. Лобноносовий щиток 1, його довжина менше ширини. Ніздря розташована між 3—4 носовими щитками і значно відділена від верхньогубних. Надочні щитки не відділені рядом зерняток від лобного і лобно-тім'яного щитків. Підочний щиток торкається краю рота. На нижній повіці є 1—2 прозорих щитка. Потиличний щиток 1. Кількість горлових лусок і зерняток від нижньощелепних щитків до середини коміра (G.) 18—28. 

### Забарвлення
Дорослі мають сіре, оливкове, коричнево-сіре забарвлення з 4—6 поздовжніми рядками світлих плям, Скроневий ряд цих плям у старих самців навесні набуває блакитного кольору. З боків тулуба тягнеться рядок блакитних плям. Черево білого кольору з блакитнуватим або сіруватим відтінком. Молоді месаліни зверху сіруватого або жовтуватого кольору з 5 темними, майже чорними, смугами.

## Поширення
Вид поширений від Північної Африки й Аравійського півострова до Туркменістану, Афганістану й Пакистану.

## Особливості біології

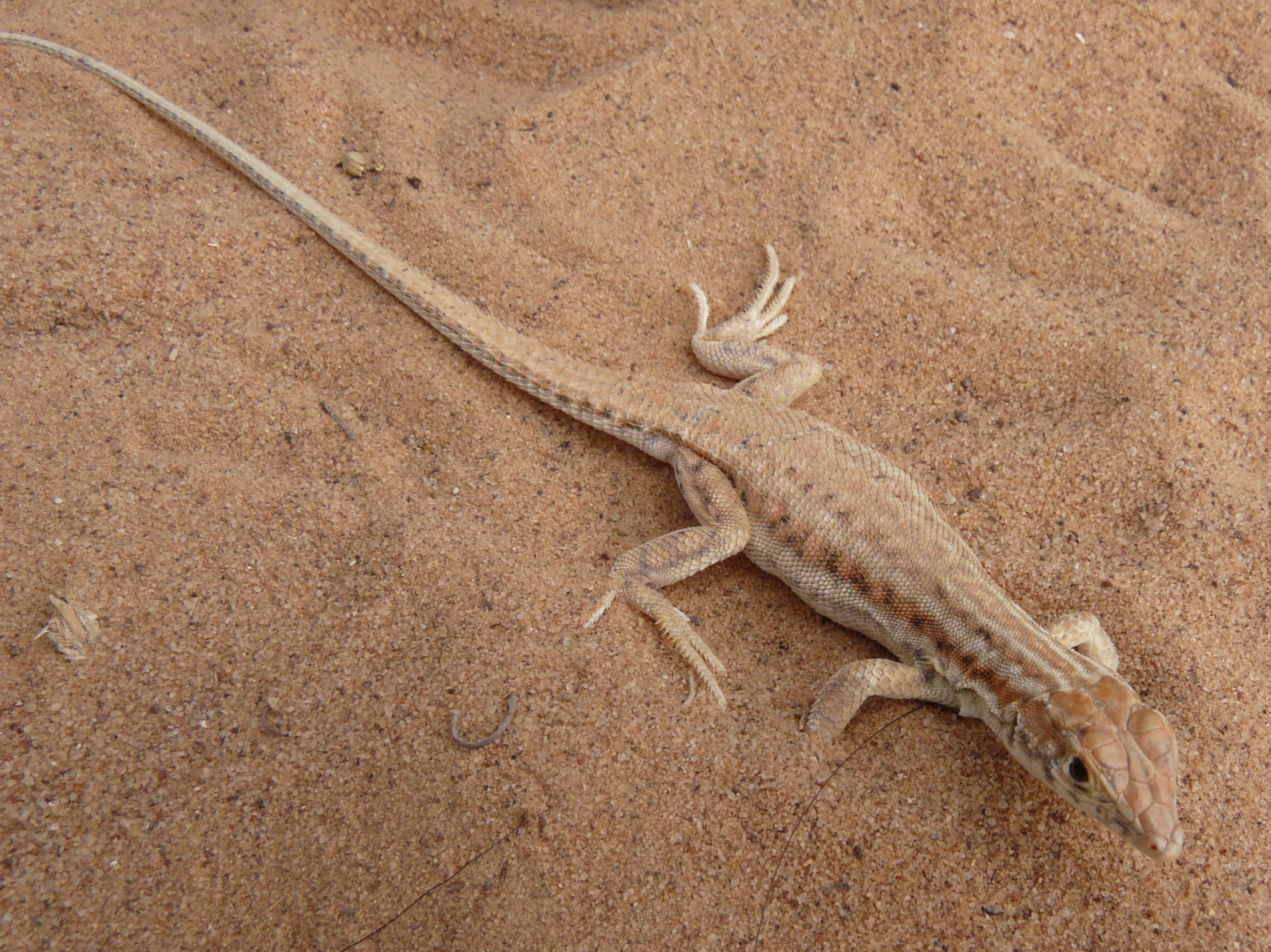
Молода особина

Населяє напівпустелі, де тримається біотопів з кам'янистими, глинястими та лесовими ґрунтами. Ховається серед каміння, у норах гризунів і комах, тріщинах і пустотах ґрунту; у пухкому лесі риє власні нори. Навесні у Туркменії з'являється у другій половині лютого — на початку березня. На зимівлю уходить у листопаді. Навесні і восени активний весь день, влітку — вранці й ввечері.
Належить до яйцекладних ящірок. Строки парування розтягнуті з березня по липень. Самиця у травні—червні відкладає 2—10 яєць (звичайно 5—7) розміром 5 × 12 мм. Можлива друга кладка. Через місяць після відкладення яєць з'являються молоді месаліни. Перед зимівлею вони досягають розмірів дорослих особин. Статевозрілими самці стають при досягненні довжини тіла (L.) 40 мм, самиці — 43 мм. Можливо, має місце осіннє парування.
Харчується головним чином комахами та їх личинками, а також павуками. Навесні основу раціону складають твердокрилі, восени — прямокрилі.

## Охорона
Стан більшості природних популяцій виду в межах  ареалу залишається більш-менш стабільним. Саме тому він, згідно Червоного списку МСОП, отримав охоронний статус «відносно благополучний вид.

## Систематика
Описано 2 підвиди. Номінативний підвид Mesalina guttulata guttulata поширений у західній частині ареалу. Від другого підвиду відрізняється більшою кількістю щитків (Sq. 44—53; P. fm. 12—18; навколо 9—10 кільця хвоста 20—25 лусок).
Mesalina guttulata watsonana займає східну частину ареалу (Sq. 32—49; P. fm. 9—15; навколо 9—10 кільця хвоста 14—21 луска).